# Tomás Peliguet
Tomás Peliguet fue un pintor italiano del Renacimiento.

## Vida y obra
Alumno de Polidoro da Caravaggio y Baltasar de Siena, llegó a España antes de 1538, cuando se comprueba su estancia en Zaragoza.
La siguiente noticia que se tiene es del 2 de enero de 1538, cuando se encargó de dorar un retablo en la iglesia de San Miguel de los Navarros en Zaragoza. También en Zaragoza trabajó en la Iglesia de la Magdalena en 1540, y a continuación en Fuentes de Ebro, Batea (Tarragona), Belchite (Zaragoza), Casbas (Huesca), y otros lugares.
En 1561 comenzó a trabajar en el retablo de San Martín para la catedral de Huesca, donde recibió varios encargos, tanto para la catedral como para la iglesia de San Pedro el Viejo. Seguirá trabajando en Zaragoza, en colaboración con Pietro Morone, en la Cartuja de Aula Dei. La última noticia suya que se tiene es un trabajo en la Catedral de Huesca.
Se han conservado muy pocas obras de Peliguet, siendo la más importante el retablo de Fuentes de Ebro. Observando estas obras, se puede apreciar la influencia de Rafael y Miguel Ángel, aunque también se vio influenciado por la imaginería aragonesa de la época.